# The Reivers
The Reivers — американская джэнгл-поп-группа, сформированная в 1984 году. Группа появилась на музыкальной сцене Остина под названием Zeitgeist, среди множества других мелодичных джэнгл-поп-коллективов 1980-х. Во главе с гитаристами/вокалистами Джоном Крослином и Кимом Лонгэйкром, Zeitgeist дебютируют с альбомом Translate Slowly (1985), включавшим кавер на Вилли Нельсона Blue Eyes Crying in the Rain. Вскоре после этого выясняется, что в Миннеаполисе уже существует ансамбль ударных инструментов под точно таким же названием Zeitgeist. Им приходится сменить название группы на The Reivers, в честь романа Уильяма Фолкнера. Дебютник был переиздан под новым названием группы. С продюсером Доном Диксоном группа записывает следующий альбом Saturday (1987). Через два года появляется End of the Day (1989). После альбома Pop Beloved (1991) группа распадается.
После распада группы Крослин, в качестве продюсера и звукоинженера, взаимодействует с группами Spoon и Guided by Voices. Позже формирует группу Fire Marshals of Bethlehem. В 2005 году эта группа выпускает альбом под названием Songs For Housework и Крослин впоследствии покидает её.
В 2008 году группа воссоединяется для редких выступлений в пределах Остина. 28 августа 2008 года на благотворительном концерте в Остине Джон Крослин объявил, что вновь сформированная группа будет теперь называться Right Or Happy. Под новым названием и с новым клавишником Эриком группа появилась на South by Southwest в 2009 году. В январе 2013 года вышел новый альбом Second Story (под старым названием группы The Reivers), их первый альбом за последние 20 лет.

## Дискография
- Translate Slowly (1985)
- Saturday (1987)
- End of the Day (1989)
- Pop Beloved (1991)
- Second Story (2013)

## Видеоклипы
- The Reivers — In Your Eyes
- The Reivers — Things Don’t Change